# マルク＝アントワーヌ・マチュー
マルク＝アントワーヌ・マチュー（Marc-Antoine Mathieu、1959年 - ）は、フランスのバンド・デシネ作家(漫画家)である。

## 経歴
アンジェ美術院で学んだのち、グラフィックデザイン・空間デザインのアトリエ「Lucie-Lom」を設立、展示会などのデザインを手がける。1986年にバンドデシネ作家としてデビュー、1987年に兄ジャン＝リュックとの共作で最初のアルバム（単行本）『パリ・メイソン』を出版。1991年、『起源』 でアングレーム国際バンドデシネフェスティバルの新発見賞を受賞。この作品は『夢の囚われ人 ジュリアス・コランタン・アクファック』として全6巻でシリーズ化されており、第3巻『プロセス』も1994年の同フェスティバルで最優秀シナリオ賞を受賞。さらに、2010年に『神ご自身』でACBD批評グランプリを受賞している。その他の作品に『デッサン』、 ルーブル美術館BDプロジェクトの1冊として描かれた『レヴォリュ美術館の地下―ある専門家の日記より』、『3秒』などがある。

## 作風
マチューの絵ははっきりとした描線と、明暗を強調したモノクロームに特徴がある。その作品内容はウバポに通じる実験的なもので、代表的シリーズ『夢の囚われ人 ジュリウス・コランタン・アクファック』では、主人公が自分を物語の登場人物だと自覚しているというメタフィクション的な設定を基礎として、入れ子（第1巻）、漫画的同質性の破壊（第2巻）、ループ（第3巻）、回文的構成（第4巻）、遠近法の破壊（第5巻）といった、図像的・言語的実験を各巻ごとに展開している（古永、194-207頁）。『3秒』では、サッカー界のスキャンダルに関連して起こるわずか3秒間の出来事を、連鎖的に起こるクローズアップの手法によって600コマで表現した。

## 作品

### シリーズ
- 夢の囚われ人 ジュリウス・コランタン・アクファック(Julius Corentin Acquefacques, Prisonnier des Rêves、1990年-2013年、6巻)
  1. 起源(L'Origine) 1990年
  2. ク…(La Qu...) 1991年
  3. プロセス(La Processus) 1993年
  4. 終わりの始まり(La Début de la Fin) 1995年
  5. 2,333次元(La 2,333e Dimension) 2004年
  6. ずれ(La Décalage) 2013年

### 単巻
- パリ・メイソン(Paris-Mâcon、兄ジャン＝リュックとの共作、1988年)
- 突然変異(La Mutation、1995年)
- 影の心臓(Le Cœur des Ombres、1998年)
- 死んだ記憶(Mémoire Morte[1]、2000年)
- デッサン(Le Dessin、2001年)
- 画家トゥオラン(Le Peintre Touo-Lan、2004年)
- 上昇とその他の物語(L'Ascension et Autre Récits、2005年)
- レヴォリュ美術館の地下―ある専門家の日記より(Les Sous-Sols du Révolu: Extrait du Journal d'un Expert、2006年)
- シンメトリーな車(La Voiture Symétrique、2007年)
- 神ご自身(Dieu en Personne、2009年)
- 3秒(3"、2011年)
- ラビュリントゥム[2](Labyrinthum、2013年)
- 方向(→(S.E.N.S)、2014年)
- オットー 書き換えられた男(Otto: L'Homme Réécrit、2016年)

## 日本での出版
- 『レヴォリュ美術館の地下―ある専門家の日記より』(大西愛子訳、小学館集英社プロダクション、2011年5月 ISBN 4796870903)
- 『3秒』(原正人訳、河出書房新社、2012年2月、ISBN 4309273084)
- 『神様降臨』(古永真一訳、河出書房新社、2013年5月、ISBN 4309274110) ※「神ご自身」の翻訳版。